# Mogadouro (freguesia)
Mogadouro is een plaats (freguesia) in de Portugese gemeente Mogadouro en telt 3638 inwoners (2001).